# Kolečkové brusle
Kolečkové brusle jsou brusle oblékané na nohu, které mají místo nožů kolečka. Příbuzným sportovním náčiním jsou kolečkové lyže.

## Historie

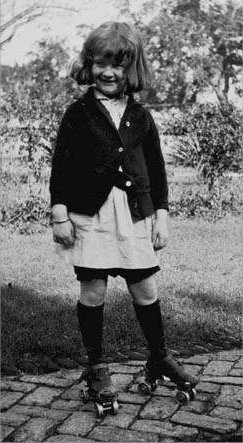
Dívka na kolečkových bruslích, 1921

První patentované kolečkové brusle byly představeny v roce 1760. Vynalezl je Belgičan John Joseph Merlin, jednalo se o typ inline bruslí, ale zprvu tyto brusle nebyly populární. V roce 1863 byly Jamesem Plimptonem vynalezeny tzv. „rocking“ brusle. Byly vylepšenými kolečkovými bruslemi a umožnily lepší změny směru. Tyto brusle již umožnily lepší zatáčení a projíždění okolo překážek a začaly se dostávat mezi lidi.
V roce 1937 vznikla Asociace obsluhujících umělá kluziště, nyní se jmenuje Asociace kolečkového bruslení. Asociace prosazuje zájmy kolečkových bruslařů a nabízí hodiny pro veřejnost, zaměřují se i na šíření kolečkové bruslení mezi veřejnost. Nynějším prezidentem je Joe Champa a jeho zástupcem je Bobby Braun. Asociace sídlí ve městě Indianapolis.
Posléze, kolečkové bruslení se vyvinulo ze sportu sloužícího k trávení volného času v soutěžní sport, prvním olympijským sportem se stal hokej na kolečkových bruslích, poprvé byl na olympijských hrách v roce 1992. Dalšími sporty jsou rychlobruslení, krasobruslení a roller derby.

## Zábava

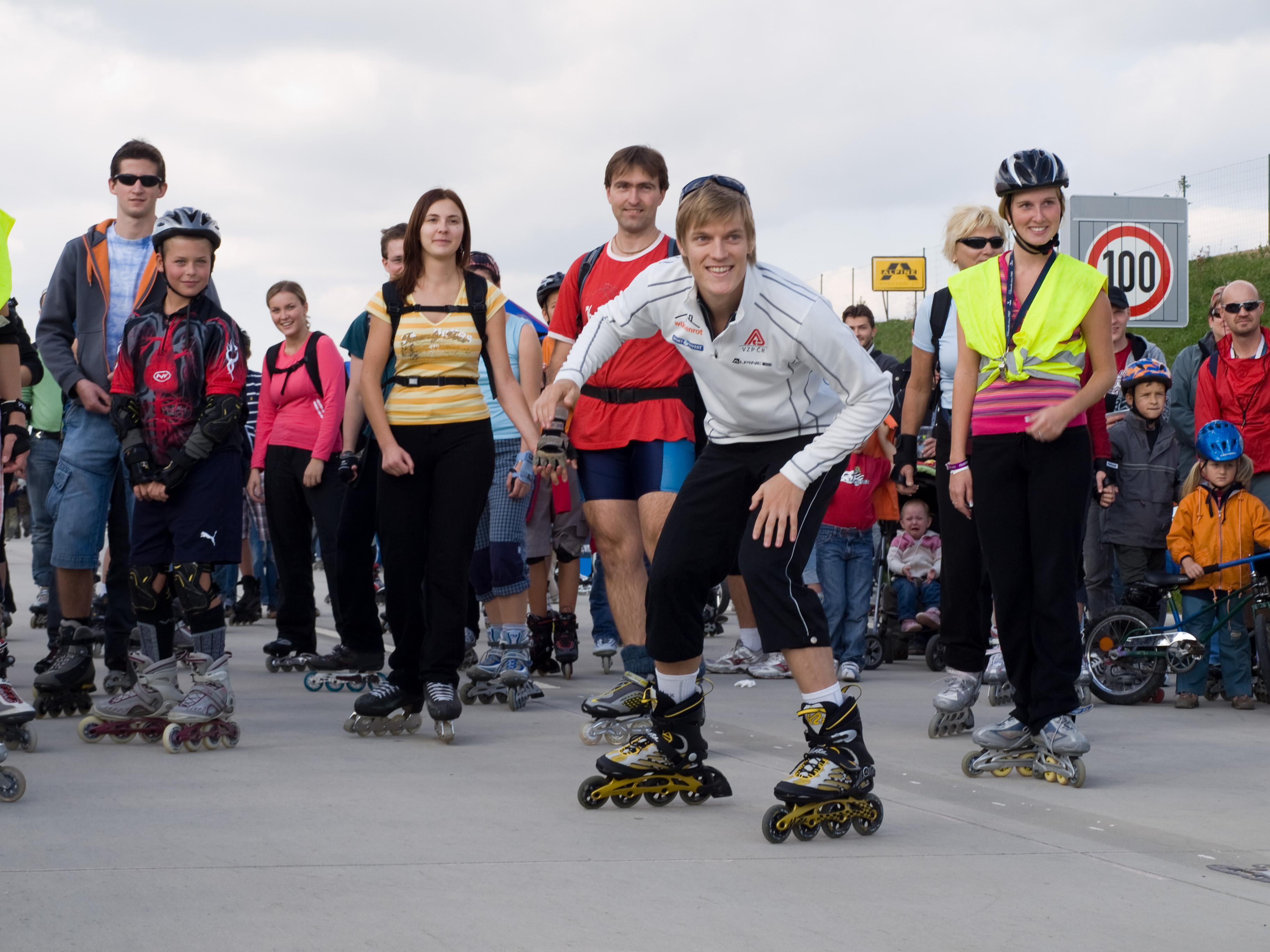
Skupinka lidí na kolečkových bruslích v čele s krasobruslařem Tomášem Vernerem

Jedním z příkladů kolečkových bruslí v zábavním průmyslu je videoklip Madonny, ve kterém Madonna a další sportovci bruslí na kolečkových bruslích. Další, nedávný příklad je videoklip k písni A Public Affair Jessicy Simpson, v tomto videoklipu hrají Jessica Simpson, Christina Applegate, Eva Longoria, Christina Milian, Andy Dick a Ryan Seacrest. Ve videoklipu čtyři ženy tančí v umělém kluzišti na kolečkových bruslích. Ve filmu Funny Girl z roku 1968 s Barbrou Streisand v hlavní roli je delší scéna se skupinou žen tančících a zpívajících sestavu v kolečkových bruslích na jevišti, film je zasazený do počátku 20. století, ještě před 1. světovou válku.